# Have I Offended Someone?
Have I Offended Someone? е компилационен албум на Франк Запа, издаден посмъртно през 1997 г. Както се подсказва от заглавието, албумът съдържа песни, придобили лоша слава поради остротата, саркастичността или пародийността си. Повечето от песните са издавани в предишни албуми на Запа, но тук почти всички са ремиксирани. Обложката е дело на Ралф Стедман.